# Yazıhamit, Taşköprü
Yazıhamit là một xã thuộc huyện Taşköprü, tỉnh Kastamonu, Thổ Nhĩ Kỳ. Dân số thời điểm năm 2008 là 266 người.